# 円谷優子
円谷 優子（つぶらや ゆうこ、1970年9月14日 - ）は、日本の元歌手、元アイドル。所属事務所は、研音 → スターランド → エンデバープロ。本名同じ。
東京都出身。祖父は円谷プロダクションを創立した円谷英二、父は円谷プロ副社長、円谷映像社長を務めた円谷粲（英二の三男）。俳優の円谷浩は従兄に当たる（その他、家族は円谷英二#親族の項を参照）。

## 来歴・人物
モモコクラブ（桃組1980番）を経て、堀越高等学校在学中の1988年9月7日、バップから『HELP』で歌手デビュー。この時期に当時の所属芸能事務所、研音の先輩であった中森明菜が『ミュージックステーション』出演時に「今度うちの事務所から円谷優子ちゃんという子がデビューします。とても歌の上手い子なので、是非応援して下さい」と発言したことが話題となった。
康珍化のプロデュースを受け、シングル、アルバムをリリース。康の歌唱指導がきわめて厳しかったというエピソードも明かしている。タイアップなどもあったがテレビの出演機会は少なく、ヒットにも恵まれなかった。当時、円谷の歌唱力を高く評価していた音楽評論家の能地祐子は「こういう歌手が活躍する場のない今の芸能界が悲しい」とコメントしている。
1989年にはOVA『Hi-SPEED JECY』のヒロイン「ティアナ」役で声優としてデビュー。オープニング、エンディングテーマも共に自身で歌っている。
1995年に円谷憂子と改名。シングル「一億のキス 一億の吐息」をリリース。
1996年、小室哲哉のプロデュースによるシングル「Mystery of Sound」をリリース、小室サウンドが当時絶大な支持を得ていたこともあってスマッシュヒットを記録。『HEY!HEY!HEY! MUSIC CHAMP』に出演した際には、司会の浜田雅功に「あーこの人知ってるー、あなた結構昔からやってますよね？」と言われていた。小室のプロデュースによるシングルは2枚リリースされているが、アルバムは出ていない。
発売したシングルは10枚、アルバム2枚。その他、1998年2月21日に発売されたCD「メビウスクラインII - 胎動」に「星の降る夜から」（彼女自身の作詞）という曲で参加している。
その後、円谷プロダクション社員の男性と結婚し引退した。

## ディスコグラフィー

### シングル
| #                                      | 発売日         | タイトル              | B面                                      | 規格  | 規格品番   |
| VAP                                    | VAP            | VAP                   | VAP                                      | VAP   | VAP        |
| -------------------------------------- | -------------- | --------------------- | ---------------------------------------- | ----- | ---------- |
| 1st                                    | 1988年9月7日   | HELP                  | 贈り物                                   | EP    | 10316-07   |
| 1st                                    | 1988年9月7日   | HELP                  | 贈り物                                   | CT    | 40316-10   |
| 1st                                    | 1988年9月7日   | HELP                  | 贈り物                                   | 8cmCD | 20316-10   |
| 2nd                                    | 1988年12月21日 | OH-NO                 | エリー LONELY HEART                      | EP    | 10328-07   |
| 2nd                                    | 1988年12月21日 | OH-NO                 | エリー LONELY HEART                      | CT    | 40328-10   |
| 2nd                                    | 1988年12月21日 | OH-NO                 | エリー LONELY HEART                      | 8cmCD | 20328-10   |
| 3rd                                    | 1989年3月21日  | バツグンの気持ち      | 天使が僕に恋してる                       | EP    | 10334-07   |
| 3rd                                    | 1989年3月21日  | バツグンの気持ち      | 天使が僕に恋してる                       | CT    | 40334-10   |
| 3rd                                    | 1989年3月21日  | バツグンの気持ち      | 天使が僕に恋してる                       | 8cmCD | 20334-10   |
| 4th                                    | 1989年6月21日  | 片想い                | Please Please Me                         | 8cmCD | 20346      |
| 5th                                    | 1989年11月21日 | 19才/同級生           |                                          | 8cmCD | 20353      |
| 6th                                    | 1990年5月21日  | せつないかもしれない  | 映画に行こう                             | 8cmCD | VPDB-20376 |
| 7th                                    | 1990年11月21日 | イバラ姫              | - 満月 - HELP II                         | 8cmCD | VPDB-20391 |
| - Y.J.サウンズ - 円谷憂子 名義         |                |                       |                                          |       |            |
| 8th                                    | 1995年7月26日  | 一億のキス 一億の吐息 | 一億のキス 一億の吐息 (Rainbow Mix)      | 8cmCD | PSDF-5008  |
| - 東芝EMI / TM FACTORY - 円谷憂子 名義 |                |                       |                                          |       |            |
| 9th                                    | 1996年12月4日  | Mystery of Sound      | Mystery of Sound (Dance Floor Remix)     | 8cmCD | TODT-3895  |
| 10th                                   | 1997年5月28日  | CONFUSED MEMORIES     | CONFUSED MEMORIES (K.C. Dance-Floor Mix) | 8cmCD | TODT-3981  |

### アルバム

#### オリジナル・アルバム
|     | 発売日         | タイトル        | 規格 | 規格品番   |     |
| VAP | VAP            | VAP             | VAP  | VAP        | VAP |
| --- | -------------- | --------------- | ---- | ---------- | --- |
| 1st | 1989年4月19日  | COLORS          | CD   | 80340      |     |
| 2nd | 1990年11月21日 | nineteen/twenty | CD   | VPCB-80405 |     |

#### ベスト・アルバム
|                                    | 発売日                             | タイトル                                  | 規格                               | 規格品番                           |                                    |
| ウルトラ・ヴァイヴ / SOLID RECORDS | ウルトラ・ヴァイヴ / SOLID RECORDS | ウルトラ・ヴァイヴ / SOLID RECORDS        | ウルトラ・ヴァイヴ / SOLID RECORDS | ウルトラ・ヴァイヴ / SOLID RECORDS | ウルトラ・ヴァイヴ / SOLID RECORDS |
| ---------------------------------- | ---------------------------------- | ----------------------------------------- | ---------------------------------- | ---------------------------------- | ---------------------------------- |
| 1st                                | 2015年8月19日                      | HELP VAPイヤーズ コンプリート・シングルス | CD                                 | CDSOL-1675                         |                                    |

### 参加楽曲
| 発売日        | 商品名                    | 歌       | 楽曲               | 備考                                         |
| ------------- | ------------------------- | -------- | ------------------ | -------------------------------------------- |
| 1993年4月21日 | メビウス クラインI 〜震撼 | 円谷優子 | 「回転ドア」       | イメージアルバム『サイレントメビウス』関連曲 |
| 1998年2月21日 | メビウスクラインII 〜胎動 | 円谷憂子 | 「星の降る夜から」 | イメージアルバム『サイレントメビウス』関連曲 |

### タイアップ一覧
| 使用年 | 曲名                       | タイアップ                                                                |
| ------ | -------------------------- | ------------------------------------------------------------------------- |
| 1989年 | バツグンの気持ち           | 日本テレビ系ドラマ『ツヨシしっかりしなさい』主題歌                        |
| 1989年 | Please Please Me           | OVA『ハイスピード・ジェシー』オープニングテーマ                           |
| 1989年 | 心から君だけを愛していたよ | OVA『ハイスピード・ジェシー』エンディングテーマ                           |
| 1990年 | せつないかもしれない       | 日本テレビ系『クイズ世界はSHOW by ショーバイ!!』エンディングテーマ        |
| 1995年 | 一億のキス 一億の吐息      | テレビ朝日系『OH!エルくらぶ』エンディングテーマ                           |
| 1996年 | Mystery of Sound           | 東映映画『金田一少年の事件簿』主題歌                                      |
| 1997年 | CONFUSED MEMORIES          | よみうりテレビ/日本テレビ系アニメ『金田一少年の事件簿』オープニングテーマ |

## 出演

### テレビ
- モモコクラブ（1986年10月 - 1987年9月、TBS）
- 眠くなるテレビ（1988年、 フジテレビ） - JOCX-TV2枠内での放送
- うるとら7:00（1988年、日本テレビ）
- 君の瞳に恋してる! A･GIRL･MEETS･BOYS（1989年、フジテレビ）
- ビデオ・パラダイス（1990年、読売テレビ） - ビデオ情報番組のMCを担当。エンディング曲には6枚目シングルのC/W「映画に行こう」が起用される。
- 水晶の青い影（1991年、TBS） - 主演
- 怪奇シリーズ 千夜一夜物語 愛の巣（1991年、TBS）
- 西村京太郎トラベルミステリー21 上信越、湯煙り殺人ルート 失踪モデルが死体で舞い戻った!?（1992年、テレビ朝日）
- ピーチサイズのパスポート（199?年、読売テレビ）

### 劇場アニメ
- 金田一少年の事件簿 オペラ座館・新たなる殺人（1996年） - 黒沢美歌

### OVA
- ハイスピード・ジェシー（1989年） - ティアナ[3]

### ラジオ
- 満載ラジオ555!（1989年 - 1990年、ラジオたんぱ〈現・ラジオNIKKEI〉）
- サタデー・モーニングシャワー（1989年、FM富士）
- 優子のラブリーナイト（1988年 - 1990年、RKB毎日放送）
- 円谷優子のマリンハート（1991年、ラジオ関西）
- スゥイートアンドkiss → カムカムkiss（199?年、Kiss-FM KOBE）

### CM
- 北海専門店会（現・ほくせん） 北専NCカード（1988年 - 1991年、北海道内のみの放送）
  - バップレコード所属時代にシングルカットされた曲の大半は北海専門店会のCMに使用された。